# Paul Dittel
Paul Dittel, född 14 januari 1907 i Mittweida, död 8 maj 1982 i Mönchengladbach, var en tysk historiker, anglist och SS-Obersturmbannführer. Han disputerade på avhandlingen Die Besiedlung Südnigeriens von den Anfängen bis zur britischen Kolonisation vid Leipzigs universitet. Under andra världskriget var Dittel knuten till Reichssicherheitshauptamt (RSHA), Tredje rikets säkerhets- och underrättelseministerium. 
År 1935 anställdes han vid SD-Hauptamt och fick där hand om frimurararkivet. När RSHA grundades år 1939 fick han ansvar för arkivavdelningen. År 1943 efterträdde han Franz Six som chef för avdelning VII – Ideologisk forskning och analys för Sicherheitsdienst i utlandet.